# Jedlak
Jedlak (niem. Tannenberg, Tannen Koppe) –  wzniesienie o wysokości 658 m n.p.m. w Górach Bardzkich, w Sudetach Środkowych.

## Położenie i opis
Wzniesienie położone w Sudetach Środkowych, w południowo-zachodniej części Grzbietu Wschodniego Gór Bardzkich, na rozrogu odchodzącym od Kłodzkiej Góry w kierunku zachodnim. Wznosi się około 6,3 km na wschód od centrum Kłodzka.
Jest to wzniesienie o wyraźnie zaznaczonym wierzchołku i opadających stromo zboczach w kierunku południowym i północnym. Stanowi wyraźną kulminacją pomiędzy doliną Jodłownika na północy i Jaszkówki na południu. Wyrasta z najdłuższego bocznego ramienia Grzbietu Wschodniego, ciągnącego się od Kłodzkiej Góry w stronę Kłodzka. Z grzbietu wydzielają wzniesienie płytkie przełęcze. Zbocza są rozczłonkowane, porozcinane z obu stron dolinkami niewielkich górskich potoków. Położenie góry na południowo-wschodnim skraju Gór Bardzkich, których boczne ramię głęboko wcina się w Kotlinę Kłodzką, oraz kształt czynią górę rozpoznawalną w terenie.
Wzniesienie zbudowane jest z dolnokarbońskich piaskowców szarogłazowych i łupków ilastych, przechodzących na południowym zboczu w strefę zmetamorfizowaną w wyniku oddziaływania intruzji kłodzko-złotostockiej. W szarogłazach występują poziome wkładki wojciechowickich łupków kwarcytowych. Na południowym zboczu u podnóża występuje niewielka soczewka wapieni krystalicznych, które były wcześniej eksploatowane. Niższe partie zboczy pokrywają gliny zwałowe od południa i osady deluwialne od północy. Na południowo-wschodnim zboczu, u podnóża góry znajduje się niewielkie złoże lidytów, które było w przeszłości eksploatowane metodą odkrywkową.
Na południe od szczytu położona jest miejscowość Podzamek. Cały szczyt i górne partie zboczy powyżej poziomu 480 m porastają lasy, głównie świerkowe, natomiast u podnóża niewielką część południowego i północnego zbocza zajmują użytki rolne. Na północ od Podzamku znajdują się wyrobiska nieczynnych kamieniołomów.
Na grzbiecie, pomiędzy wzniesieniami a leżącą na południowy zachód Obszerną, znajduje się kilka starych kamiennych słupków granicznych, część z nich datowana jest na 1725 r. i sygnowana monogramami H.W. i D.N.
Dawne nazwy wzniesienia: Tannenberg, Tannenkoppe.

## Turystyka
Przez szczyt wzniesienia prowadzi szlak turystyczny:
- – żółty szlak z dworca PKP Kłodzko Miasto w Kłodzku na Kłodzką Górę[1].